# 대 안토니우스
성 안토니우스, 대수도원장 안토니우스, 이집트의 안토니우스, 사막의 안토니우스, 은자 안토니우스, 압바스 안토니오스(그리스어: Ἀββᾶς Ἀντώνιος) 그리고 모든 수사의 교부라고 알려진 대 안토니우스(영어: Anthony the Great 또는 Antony the Great)(251년경~356년경)는 이집트 출신 기독교 성인으로, 사막의 교부들 가운데 저명한 지도자였다. 많은 교파에서 그의 축일을 기념하는데, 그 날짜는 동방 정교회와 콥트 교회에서 1월 30일이며, 로마 가톨릭교회와 콥트 가톨릭교회에서는 1월 17일이다.
알렉산드리아의 아타나시우스가 기록한 안토니우스 전기는 라틴어로 번역되어 특히 서유럽에 수도원주의 개념을 전파하는데 도움이 되었다. 그는 종종 최초 수사로 오인되지만, 그 전기와 다른 자료들은 그 이전에 많은 금욕주의자가 있었음을 명백히 한다. 그렇지만, 성 안토니우스는 (270년에서 271년 사이) 광야로 나간, 그 지리적 이동으로도 그의 명성에 기여한 첫 번째 수사로 알려졌다.
안토니우스는 전염성 질병, 특히 피부질환에 대항하는 호소를 받는다. 성안토니열(熱)은 맥각중독과 단독 그리고 대상포진을 포함하는 여러 고통을 의미한다.

## 생애
안토니의 생에에 대하여 알려진 대부분은 책자 안토니의 생애(Life of Anthony)에서 비롯되었다. 360년 경에 알렉산드리아의 아타나시우스에 의해 작성된 그 저서는 원시의 풍경에 있는 그의 존재를 통하여 문맹인 거룩한 사람으로서의 안토니우스에게 전기 작가로서의 아타나시우스의 것과 언제나 같은 뜻의 신성한 진리와의 절대적인 관계가 있음을 묘사하고 있다. 374년 이전의 언젠가, 그 저서는 안티오케이아의 에바그리우스에 의해 라틴어로 번역되었다. 그 라틴어 번역본은 그 생애(Life)가 기독교 세계에서 가장잘 알려진 문학 작품 중에 하나가 되는데, 그 지위가 중세까지 유지되곤 하는데 도움이 되었다. 그 생애 뿐만 아니라, 다양한 진본의 잔존하는 여러 설교문들과 서신들도 얼마간의 부가적인 자서전의 상세 내용들을 제공한다.
안토니우스는 251년에 하 이집트 헤라클레오폴리스 마그나 근교의 쿠마에서 부유한 토지 소유주 콥트족의 그리스도인 부모에게서 태어났다. 그가 약 18세 쯤일 때, 그의 부모가 죽었고 그는 미혼인 그의 여동생에 맡겨졌다.
그와 돼지와 연관되는 많은 전설들이 있다. 그 중 하나는 한때 그가 양돈인으로 일했다고 한다.
285년에, 그의 나이 34세 때, 그는 복음적 권고의 일부인 "네가 완전한 사람이 되려거든, 가서 너의 재산을 팔아 가난한 이들에게 주어라. 그러면 네가 하늘에서 보물을 차지하게 될 것이다. 그리고 와서 나를 따라라."라고 한 예수의 말을 따르기로 결정했다. 이 말을 곧이곧대로 들은 안토니우스는 가문의 소유지의 일부를 그의 이웃들에게 거저 주었고, 남은 재산을 팔아 빈자를 위한 기금에 기부했으며, 그의 여동생을 당시의 최초의 수녀회의 일종인 그리스도의 처녀단의 일원이 되게했고, 그 스스로는 지역의 은수자의 제자가 되었다.
"수도원주의의 교부"라는 명칭은 이미 이집트의 사막에서 실행되고 있던 기독교 수도원주의로 오인된다. 금욕주의는 도시들의 변두리들에 있는 고립된 장소들에서 은거하는 것이다. 안토니우스는 문명과 완전히 단절된 채, 순전히 사막에서 생활하려 한 최초의 금욕주의자들 가운데 한 사람이 된 것으로 유명하다. 그의 은수자적인 생활방식은 그의 선배들보다 현저히 더 엄격했다. 2세기 경에 성 테클라와 같은 유명한 기독교 금욕주의자도 있었다. 성 안토니우스는 그러한 전통을 따르기로 결정했고, 서부 사막의 끝자락에 있고 알렉산드리아에서 서쪽으로 약 95 킬로미터(58 마일) 거리에 있는, (니트리아와 켈리아 그리고 스케티스 수도원들의 소재지가 된) 알칼리성의 니트리아 사막 지역으로 향했다. 그는 거기서 13년을 지냈다.
1세기에 그리스의 유대인 철학자 알렉산드리아의 필론에 의해 이교도의 금욕주의 은수자들로 느슨하게 조직된 케노비테 공동체들로 묘사된 테라페우테파가 알렉산드리아 근교의 마리우트 호수에서의 혹독한 환경에서 그리고 접근하기 어려운 다른 지역들에서 수립되었다는 사실 또한 주목할 만 하다. 필론은 "그리스와 야만족의 국가들 모두의 여러 곳들에서 만날 수도 있는 그 부류의 사람들은 아주 좋은 것이면 무엇이든 즐기기를 원한다."는 것을 알았다.

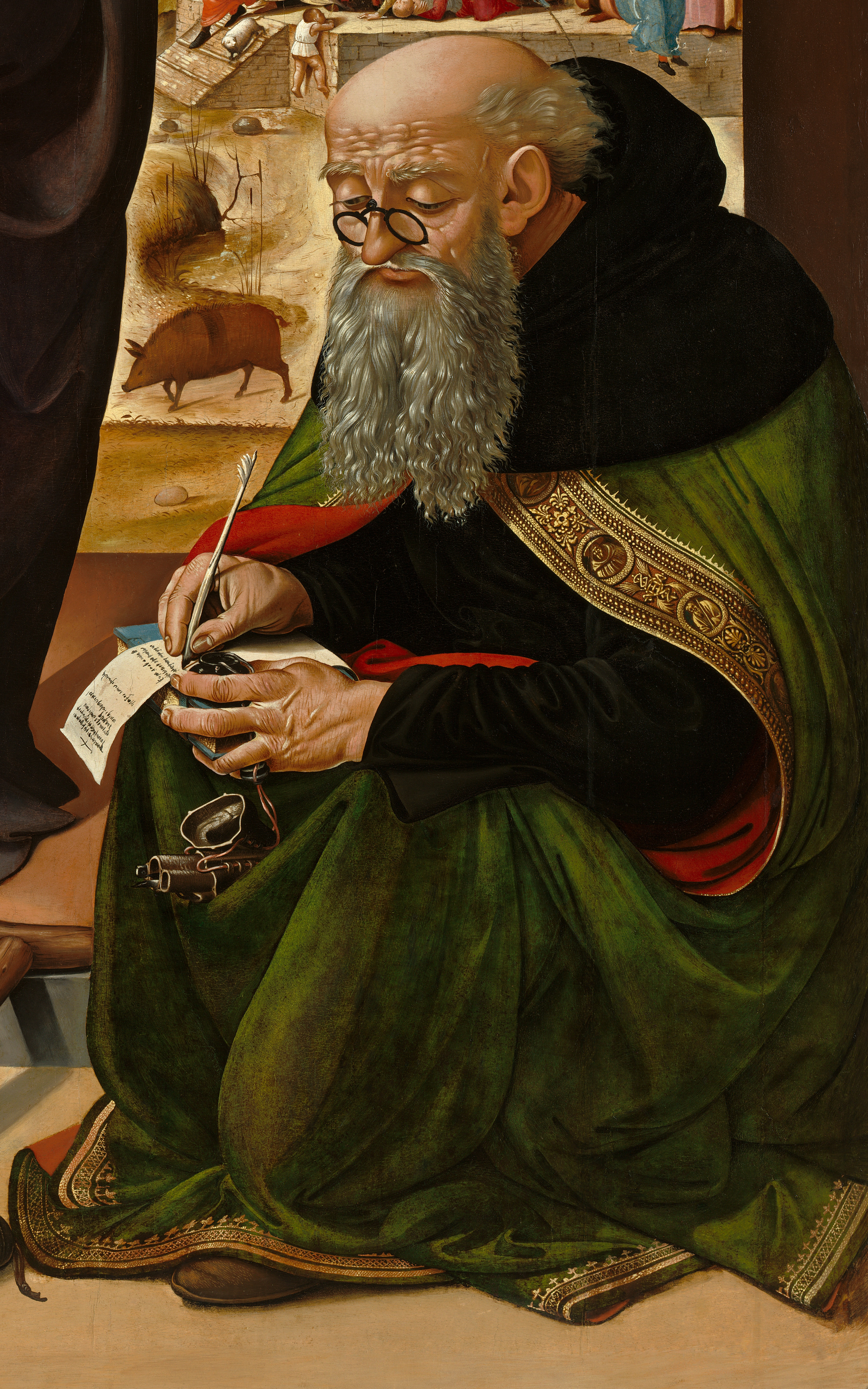
성 안토니우스의 그림, 피에로 디 코시모가 그린 성 니콜라우스와 아빠스 안토니우스의 방문의 일부, 1480년경 작품.

아타나시우스에 따르면, 악마가 지루함과 게으름, 여성의 혼령으로 괴롭히며 성 안토니우스와 싸웠는데, 이 성인은 기도의 힘으로 극복했다고 한다. (그러함은 기독교 미술의 주제를 제공한다.) 그 이후에, 그는 그가 살았고 그에게 음식을 가져다 주는 지역 주민들에게 의지하는 자신의 문을 닫은 곳의 한 무덤으로 갔다. 악마가 그의 금욕주의와 열렬한 예배를 알았을 때, 그 악마는 그를 시기하여 폭행하였고, 의식을 잃은 그를 떠났다. 지역의 마을에서 그의 친구가 그를 만나러 와서 그의 그런 상태를 보고는, 그를 한 교회로 이송했다.
그는 회복된 후에, 다시 노력하기 위해 사막에서 크로코딜로폴리스 맞은편의 피스피르라고 불리며 오늘날 데르 엘 메눔인 나일강 유역의 더 먼 산으로 들어갔다. 그 곳에서 그는 로마의 오래된 버려진 요새에서 약 20년 동안 엄격히 폐쇄된 채 생활했다. 아타나시우스에 의하면, 그 악마가 다시 성 안토니우스와의 전쟁을 재개했고, 그 때 만큼은 유령들이 야수들과 늑대들, 사자들, 뱀들, 전갈들의 형태로 나타났다고 한다. 그러나, 이 성인은 그들을 경멸적으로 비웃으며 "만일 너희들 중에 누가 나를 제압할 수 있는 권한이 있다면, 그 한 놈은 나와 싸울 정도의 능력이 있는 것이다."라고 말했다고 한다. 그가 그렇게 말하자, 그들이 연기속으로 사라졌고, 하느님은 그에게 악마를 이긴 승리를 내렸다고 한다. 그가 그 요새에 있는 동안, 음식이 들어오는 벽틈을 통해 바깥 세계와 소통했는데, 그는 몇 마디의 말을 하곤 했다. 성 안토니우스는 6개월 동안 먹을 다량의 빵을 마련하곤 했다. 그는 어느 누구도 그의 수도실에 들어오는 것을 허락치 않았는데, 그에게 오는 사람은 누구든 바깥에서 그의 조언을 들었다.

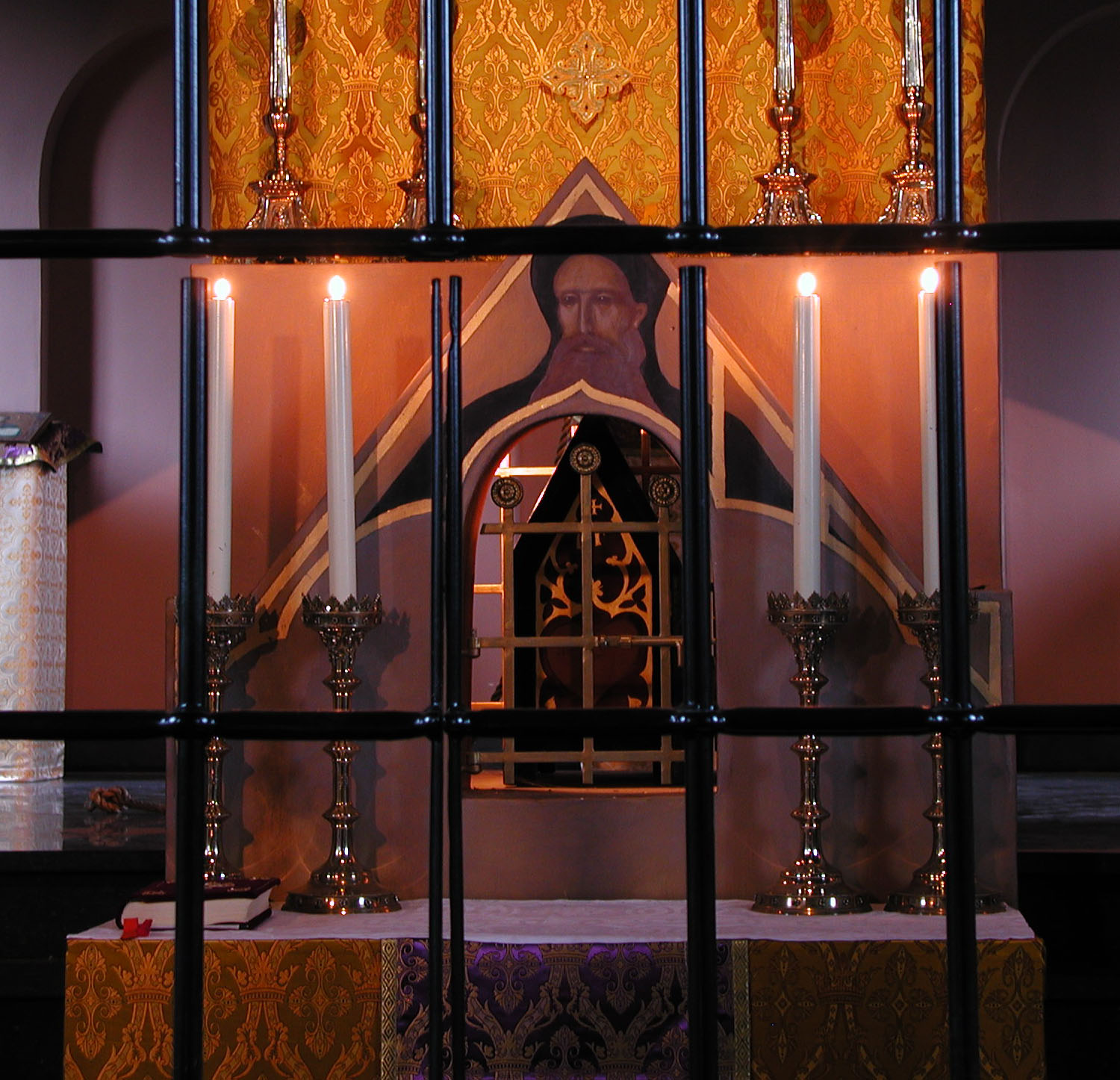
네덜란드 바르푸이젠에 있는 은수처 성당의 이전의 본 제단, 아빠스 안토니우스의 벽화와 그의 성유물의 일부가 담긴 성해함이 있다. 이후에, 이것들을 위해 특별히 만들어진 측면 제단에 있는 황금 전당으로 이전되었다.

그 후 어느 날에, 그는 주민들의 도움으로 그 요새로부터의 문을 허물었다. 그 무렵에 대부분의 사람들은 그가 그 혼자의 유폐로 쇠약해졌거나 미쳐버렸을 것이라고 짐작했지만, 그는 건강하고, 평온하며, 개화되어 나타났다. 모든 사람들은 그가 시련을 통해 영적으로 활기를 되찾은 등장에 놀라워 했다. 그는 영웅으로 찬사를 받았으며, 그 이후부터 안토니우스의 전설이 확산되며 확대되기 시작했다. 안토니우스는 파이윰으로 가서 믿음을 가지고 있는 교우들을 확인한 다음에, 그의 옛 로마 요새로 되돌아갔다. 그는 그리스도 때문에 투옥된 사람들을 만나서 그들을 위로했다. 총독은 그가 그에게서 일어날 법한 일은 개의치 않고 공공연하게 기독교 신앙을 고백하는 것을 보고, 그가 도시에 나타나지 말라고 명령했다. 그러나, 이 성인은 그의 위협에 유의치 않고 계속 머물러 있었다. 이 후에 그는 다시 총독을 만났는데, 그가 총독의 분노를 돋굴 정도로 그에게 반박하므로, 고문당하고 순교당할 뻔 했지만, 그런 일은 일어나지 않았다.
박해 끝에 그는 알렉산드리아를 떠나 로마의 옛 요새로 되돌아갔다. 거기로, 많은 사람들이 그를 만나 그의 가르침을 듣기 위해 찾아왔다. 그는 그의 예배를 멀리하는 방문객들을 보았다. 그 결과, 그는 이집트의 동부 사막으로 더 들어갔다. 그는 샘과 종려나무 몇 그루를 찾을 때까지, 3일 동안 깊은 광야를 여행했는데, 샘과 종려나무 몇 그루를 발견하고 거기서 정착하기로 결정했다. 그 자리에 오늘날의 성 대 안토니우스 수도원이 있다. 거기서, 그는 약 200년 뒤에 있을 누르시아의 베네딕토의 규칙을 예견했고, 스스로 그리고 그의 제자 또는 제자들을 수공일에 참여하게 하여 "기도와 일"을 했다. 안토니우스는 스스로 뜰을 경작하고 등심초 깔개를 짰다. 그와 그의 제자들은 정기적으로 계몽의 말을 찾게 되었다. 그러한 언사들은 저서 사막 교부들의 고담집으로 집성되었다. 안토니우스는 더 세속직인 방문자들을 마카리우스에게 보내는 일을 떠나서, 스스로 자신으로서 영적인 성향에 대해서 말했다고 한다. 가끔, 그는 교우들을 만나러 나일강 사막의 외곽에 있는 한 수도원으로 간 다음에, 사막 내에 있는 그의 수도원으로 되돌아오곤 했다.
콘스탄티누스 1세에게 직접 전해진 잔존하는 서신들 중 하나의 배경 내용은 성 안토니우스의 명성이 어떻게 국외로 전파되었고 황제 콘스탄티누스에게 도달했는지에 대해서 이야기한다. 황제는 그에 대한 찬사와 그를 위한 기도를 묻는 글을 작성했다. 교우들은 황제의 편지에 만족했지만, 안토니우스는 그것에 대해 아무런 관심도 갖지 않았으며, 그는 그들에게 "하느님의 책들, 왕들 중에 왕 그리고 영주들 중에 영주가 날마다 우리에게 명령하지만, 우리는 그들이 우리에게 말하는 무엇을 유념하지 않는다."고 말했다. "황제 콘스탄티누스는 교회를 사랑한다."라고 그에게 말한 교우의 고집으로 인해, 그는 황제를 축복하고 제국의 평화와 안전을 위해 기도하는 편지를 작성해야함을 받아들였다.
아타나시우스에 따르면, 성 안토니우스가 그에게 "나가서 보아라."라고 말하는 음성을 들었다고 한다. 그는 나가서 거룩한 에스케엠(체발 또는 스케마)와 닮았고 머리에는 두건을 썼으며, 십자가가 있는 허리띠를 맨 한 천사를 보았다고 한다. 그는 앉아서 종려잎을 땋다가, 일어서서 기도하고 다시 앉아서 그것을 땋다. 한 음성이 그에게 이렇게 말했다고 한다. "안토니우스여, 그것을 하고 너는 쉬게 될 것이다." 그 후에, 그는 그가 본 튜닉을 입기 시작했고, 종려 잎이 엮어지기 시작했다고 한다. 성 안토니우스는 교회에 그리고 이교도의 지배로 인해 발생할, 교회가 승리하고 형식적인 영광이 돌아올, 그리고 이 시대의 끝에서의 박해에 대해서 예언했다고 한다. 성 마카리우스가 안토니우스를 찾아왔을 때, 성 안토니우스는 그에게 수사 복장을 입혀주었고 그의 일을 예언했다. 최초의 은수자 성 파올로가 사막에서 떠날 날이 가까워 오자, 성 안토니우스는 그에게로 갔고, 그가 죽자, 20 번째 알렉산드리아 총대주교인 사도좌의 아타나시우스에게 선물받았던 튜닉을 입힌 후에, 그를 묻었다.
338년에, 그는 아리우스의 가르침을 논박하는데 도움이 되기 위해 알렉산드리아의 아타나시우스에 의해 소환되었다.

## 말년
성 안토니우스는 그가 떠날 날이 다가옴을 느꼈을 때, 그는 그의 제자들에게 그의 지팡이를 성 마카리우스에게 주고, 한 개의 양피 망토를 성 아타나시우스에게 주고 다른 양피 망토는 그의 제자 세라피온에게 주라는 유언을 남겼다. 추가적으로, 그는 그의 제자들에게 자신의 시신을 비석 없는 비밀 묘에 묻으라고 유언했다.
그의 모국어는 아마도 콥트어인 것 같지만, 그의 말은 그리스어 번역본으로 전파되었다. 그는 스스로 저서를 남기지는 않았다. 그의 전기는 성 아타나시우스에 의해 작성되었으며 대 성 안토니우스의 생애(Life of Saint Anthony the Great)라는 제목이 붙었다. 많은 이야기들은 사막 교부들의 많은 격언들의 모음집에서의 그에 대해서 말한다.
비록 안토니우스가 스스로 수도원을 조직하거나 설립하지 않았을지라도, 한 공동체는 금욕과 고립된 삶을 사는 그의 본보기를 기반으로 하는 그를 중심으로 성장했다. 아타나시우스의 전기는 안토니우스의 이상을 전달하는데 도움이 된다. 아타나시우스의 저서에는 "수사들에게, 안토니우스의 삶은 금욕주의의 충분한 모범이다."라는 문장이 있다.

## 유혹

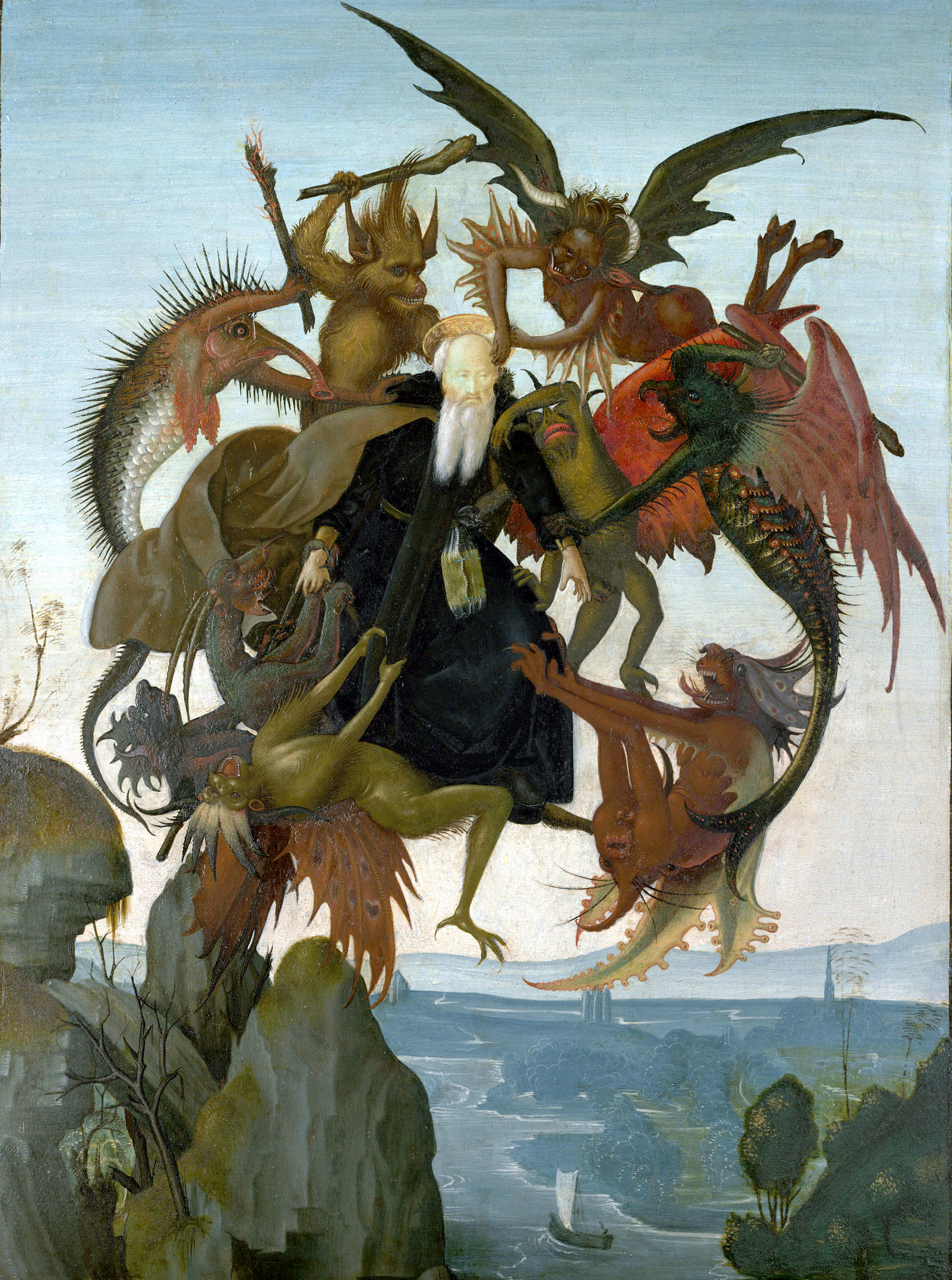
미켈란젤로의 1487년 ~ 1498년 작품. 성 안토니우스의 유혹. 화판에 유채와 템페라 기법으로 그림. 사막에서의 성 안토니우스의 시련을 묘사한 많은 미술 작품들 가운데 하나이며, 이 그림을 마르틴 숀가우어에 의해 조각된 이후에 젊은 미켈란젤로에 의해 복제되었다.

유명하게, 안토니우스는 사막을 순례하는 동안에 일련의 초자연적인 유혹들을 경험했다고 한다. 그 유혹을 기록한 최초의 사람은 그와 동시대의 알렉산드리아의 아타나시우스이다. 그러나 현대의 일부 학자들은 안토니우스가 경험했다고 기록된 악마들과 유혹들은 안토니우스를 찾아왔던 평범한 순례자들이 그들에게 전해졌던 것보다 어느정도 더 극적인 방식으로의 이야기를 들었던 것이 전해질 수도 있는 그런 순례자들에 의해 아타나시우스와 연관지어졌다고 주장한다. 그것은 전체적으로 풍부한 비유 또는 사막의 동물들의 경우에는 아마도 상상 또는 꿈을 묘사한 그림들에서와 같은 사건들일 수도 있다. 성 안토니우스의 전기에 수록되어 있는 얼마간의 이야기들은 미술가들에게 더 끔찍하거나 기괴한 해석들을 묘사할 수 있는 기회를 준 그림들에서 오늘날 대개 영구화된다. 마르틴 숀가우어와 히에로니무스 보스, 막스 에른스트 그리고 살바도르 달리를 포함하는 많은 미술가들은 안토니우스의 생애에서의 그러한 사건들을 묘사했다. 산문의 한 이야기가 귀스타브 플로베르에 의해 성 앙트완의 유혹에서 되풀이되고 치장되었다. 그렇지만, 그러한 이야기들의 강조는 개인의 심리가 커다란 관심을 끌던 중세 시대에 나타났다. 다음은 그렇듯 논란 중에 있는 몇 편의 이야기들이다.

### 사티로스와 켄타우로스
선 안토니우스는 그의 선배 테베스의 성 파울로스와 사막을 여행하고 있었다. 성 안토니우스는 그가 사막에서 거주하는 최초의 사람이라는 인상을 받았다. 그러나, 성 안토니우스는 상상속에서 그의 선배 성 파올로를 찾기위해 사막으로 갔다. 그가 가는 길에 켄타우로스와 사티로스 형태의 두 악마들을 만났다. 많은 미술 작품들은 성 안토니우스가 그 켄타우로스와 사티로스와 만나는 장면을 묘사한다. 서방 신학에서는 그 악마들이 유혹했을 것이라고 여긴다. 여하튼, 그는 그 악마들에 의하여 멈춰섰고, "너희들은 누구냐?"라고 물었는데, 사티로스가 대답하기를 "나는 이방인들이 파우누스 그리고 사티로스, 인쿠부스라고 부르는 우리 중에 한 인간이다. 나는 나의 무리로부터의 임무를 수행중이다. 우리는 너에게 너희가 세상을 구원하러 오실 분으로 믿는, 그리고 온 대지에 그분의 찬미가 소리 들리는 모두의 하느님께 우리를 위한 기도를 올릴 것을 청한다."라고 했다. 그리스도의 영광에 기쁜 성 안토니우는 그의 얼굴을 알렉산드리아를 향해 돌렸고... 결국에는, 켄타우로스는 성 안토니우스에게 그의 행선지로 가는 길을 알려주었다.

### 금과 은
성 안토니우스가 사막을 여행하던 또 다른 때에, 가는 길에 은화 한 판을 발견했다. 그는 그 순간에 아무도 여행한적 없는 사막에는 없어야 할 은화 한 판이 떨어져 있는지를 곰곰이 생각했다. 그때에, 그는 악마가 그를 유혹하려고 그것을 거기에 두었음을 알아차렸다. 그래서 그는 이렇게 말했다. "허! 악마야, 당신이 나를 유혹하고 나를 속이려 하는구나. 하지만, 너의 힘으로는 그럴 수 없을 것이다." 그가 이렇게 한 번 말하자, 그 은판이 사라졌다. 그는 계속해서 걷고 있는데, 가는 길에 악마가 그를 속이려고 놓아둔 황금 더미를 보았다. 성 안토니는 그 황금 더미를 불 속에 집어 던졌는데, 그것은 마치 그 은화들이 그랬던 것처럼 사라졌다. 그 사건들 이후에, 성 안토니우스는 온 세상이 덫들과 함정들로 가득 찬 꿈을 꿈었다. 그는 주에게 "오, 좋으신 주님, 누가 이러한 덫들을 피할 수도 있겠습니까?"라며 애원했다. 한 음성이 그에게 응답했다. "겸손은 더없이 그것들을 피할 것이다."

### 동굴의 악마
한때, 성 안토니우스는 그를 괴롭히는 악마들로부터 도피하기 위해 동굴에 숨으려고 하였다. 동굴에는 많은 작은 악마들이 있었는데, 그들이 성 안토니우스를 죽도록 때리고 있었기 때문에, 성 안토니우스의 하인이 그를 밖으로 옮겼다. 은수자들이 성 안토니우스의 죽음을 애도하려 그 시신으로 모여들었을 때, 그가 소생되었다. 그는 그의 하인에게 악마들이 그를 구타하던 동굴로 데려갈 것을 요구했다. 그가 거기서 악마에게 소리쳣을 때, 그들은 그를 갈기갈기 찢으려 야수들로 돌아왔다. 갑자기, 환한 빛이 번적이더니, 그 악마들이 도망쳤다. 성 안토니우스는 그 빛이 하느님으로부터 왔음을 알고, 그는 전에 악마들이 공격할 때 하느님께서 어디에 계셨는지 물었다. 하느님은 대답했다. "나는 여기에 있지었만, 나는 그대의 전투를 보곤 했는데, 견딜 수가 없었고, 당신이 그 전투에서 남자답게 싸우며 잘 견뎠으므로, 나는 그대의 이름이 온 세상에 두루 퍼지도록 할 것이다."

## 시성

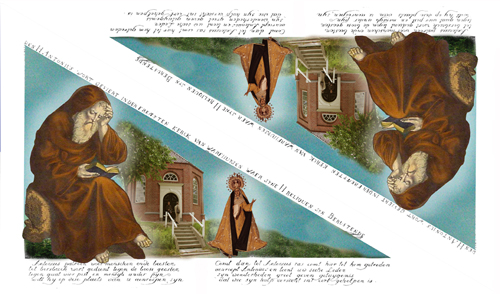
바르푸이젠에 있는 전당의 순례 기치

그는 생전에 봐뒀던 산 꼭대기에 비밀히 묻혔다. 전하는 바에 따르면, 그의 유해는 361년에 발견되었고, 알렉산드리아로 이송되었다고 한다. 얼마 후에, 그것은 알렉산드리아에서 콘스탄티노폴리스로 옮겨졌고, 그래서, 그것은 사라센의 침입에 의해 자행되는 파괴를 면할 수 있었다. 그 후, 11세기에, 한 황제가 프랑스 백작 조셀린에게 그것을 주었다. 조셀린은 그것을 라모트생디디에로 이송했는데, 그후에 그 지역의 이름은 생앙트완느라베이로 개명되었다. 게다가, 안토니우스는 "성안토니열"이라고 알려지게 된 맥각중독을 첫째로, 많은 기적적인 치유들의 도움을 인정받았다. 그는 그 질환을 앓고 있던 두 명의 지방 귀족들의 치유의 도움으로 그들에 의해서 기적을 인정받았다. 그 후에, 그들은 그를 기리는 성 안토니오 병원 형제회를 설립했다. 동방 교회에서 안토니우스의 시성은 더 저지되었다. 비교적 소수의 그의 성화상들과 그림들이 있다. 그는 "사막의 첫 번째 스승이며 거룩한 수사들의 뾰족탑"으로 존경받는다. 그리고, 그의 수도원 규칙을 따른다고 하는 마론파와 칼데아계, 그리고 정교회 교단들도 있다. 중세 시대에, 안토니우스는 네우스의 퀴리누스, 코르넬리우스와 후베르투스와 함께 라인란트에서 4인의 성 전례관(Vier Marschälle Gottes)의 한 명으로 시성되었다.

## 콥트 문학
순수 콥트 문학 작품들 중에는 오직 콥트어로만 말하는 성 안토니우스와 성 파코미우스의 저서들과 오직 콥트어만 택해 저술한 셰누다의 설교문들이 있다. 성 셰누다는 통치어로써의 그리스어가 아닌 억압된 언어인 이집트어(콥트어)만 사용한 이집트인으로서 인기있는 지도자였다.
콥트어로 쓰여진 최초의 원본 저서들은 성 안토니우스에 의한 편지들이다. 3세기와 4세기 동안에 많은 성직자들과 수사들이 콥트어로 글을 썼다.

## 성 안토니우스의 유혹의 그림들

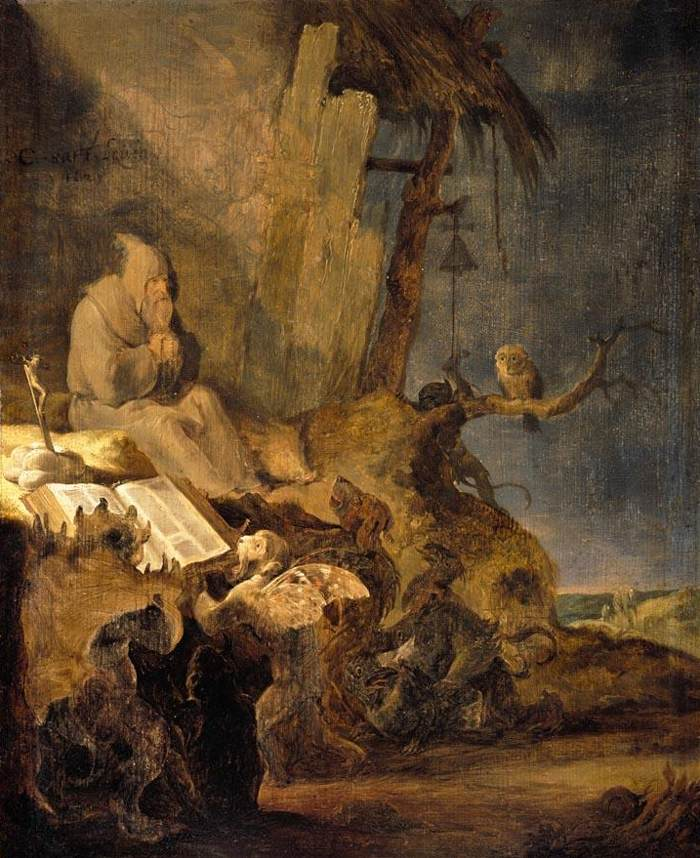
코르넬리스 사프트레벤, 1629년 작
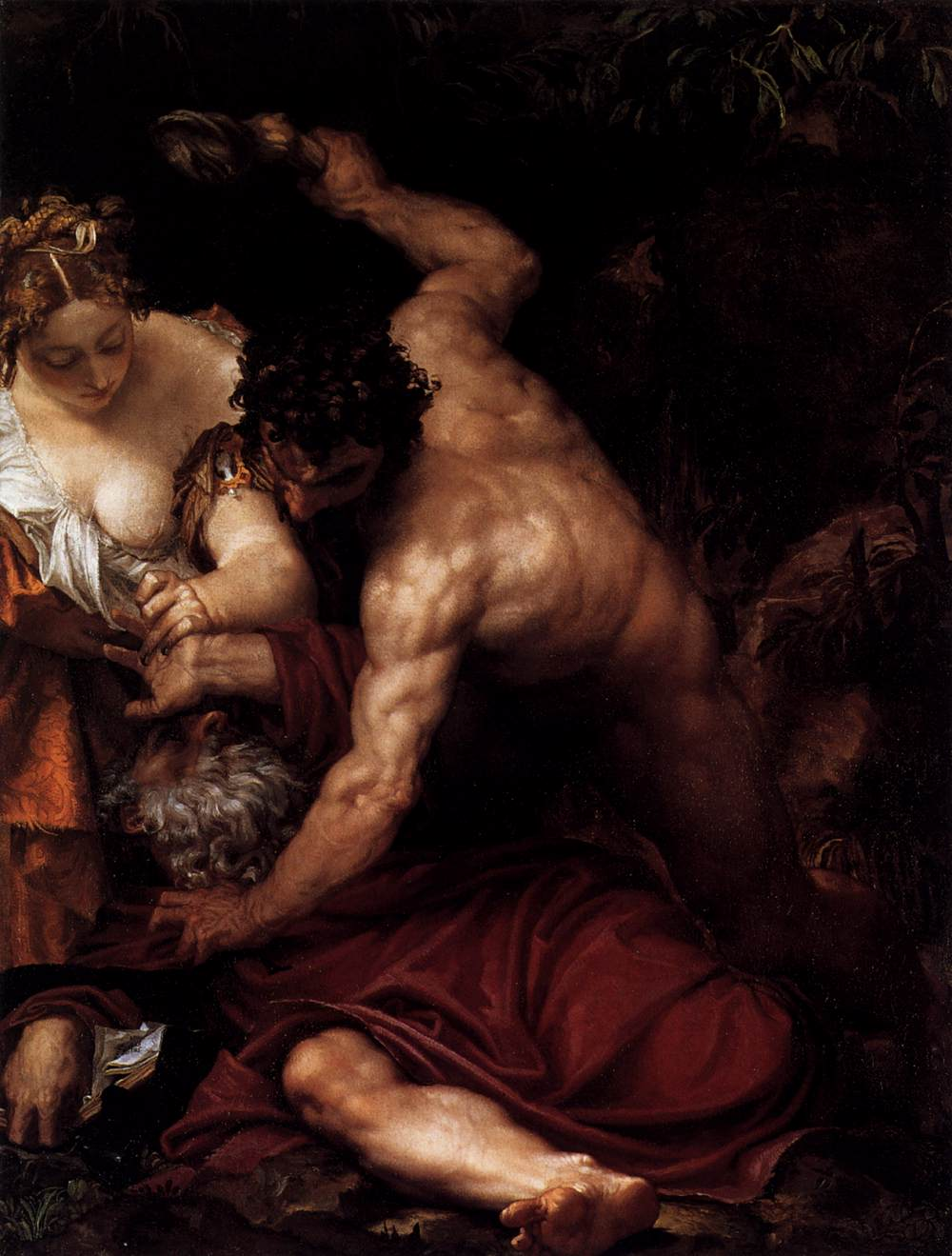
파올로 베로네세, 1552년 ~ 1553년 작
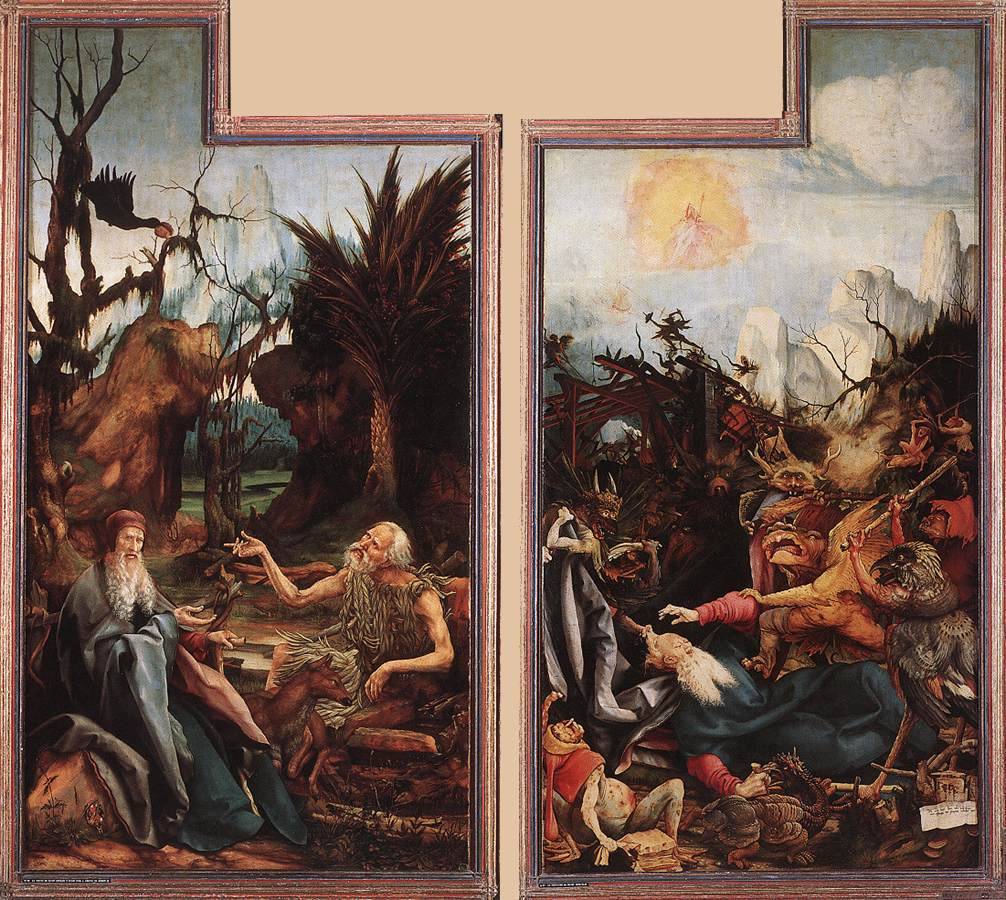
마티아스 그뤼네발트, 1515년경 작
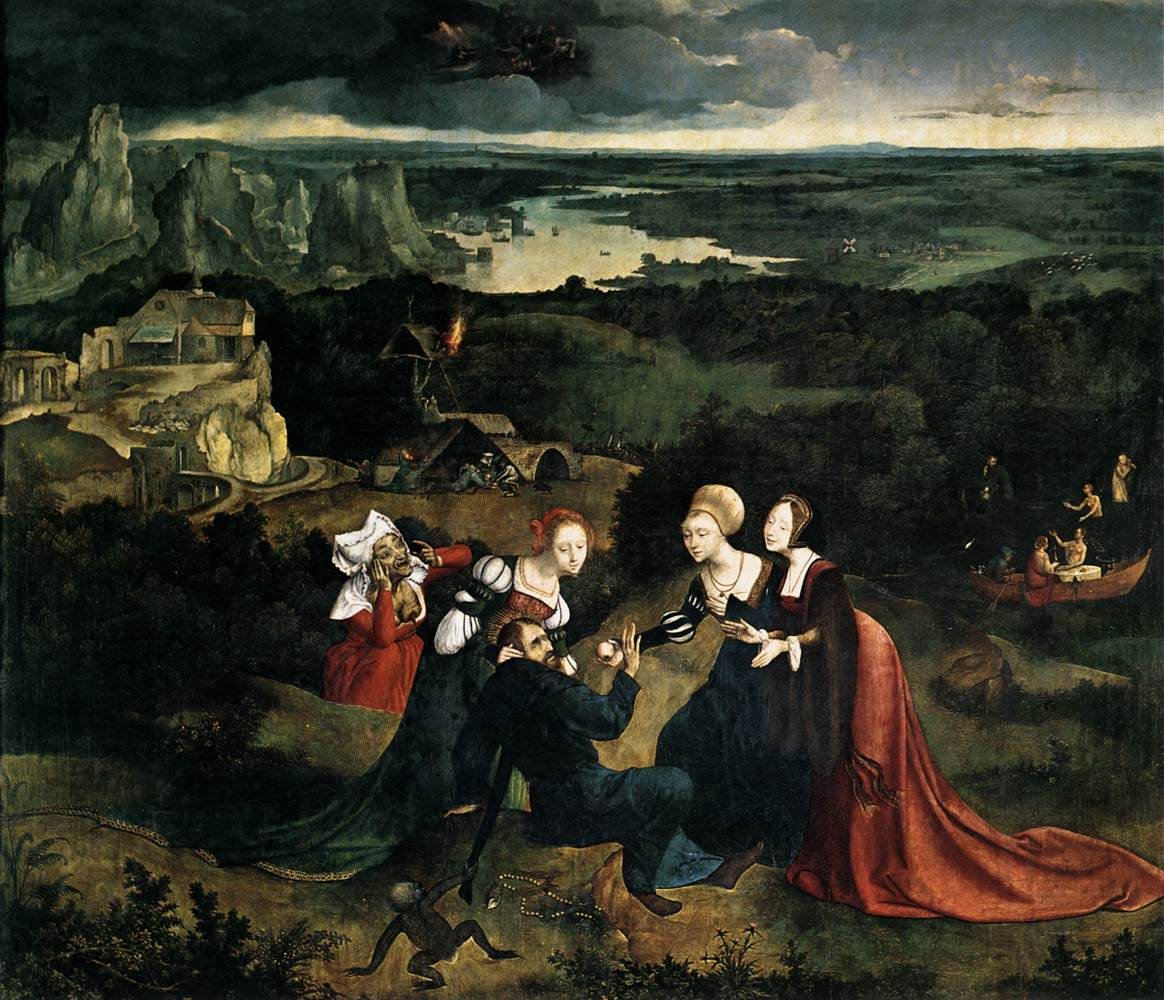
요아킴 파티니르, 1515년경 작
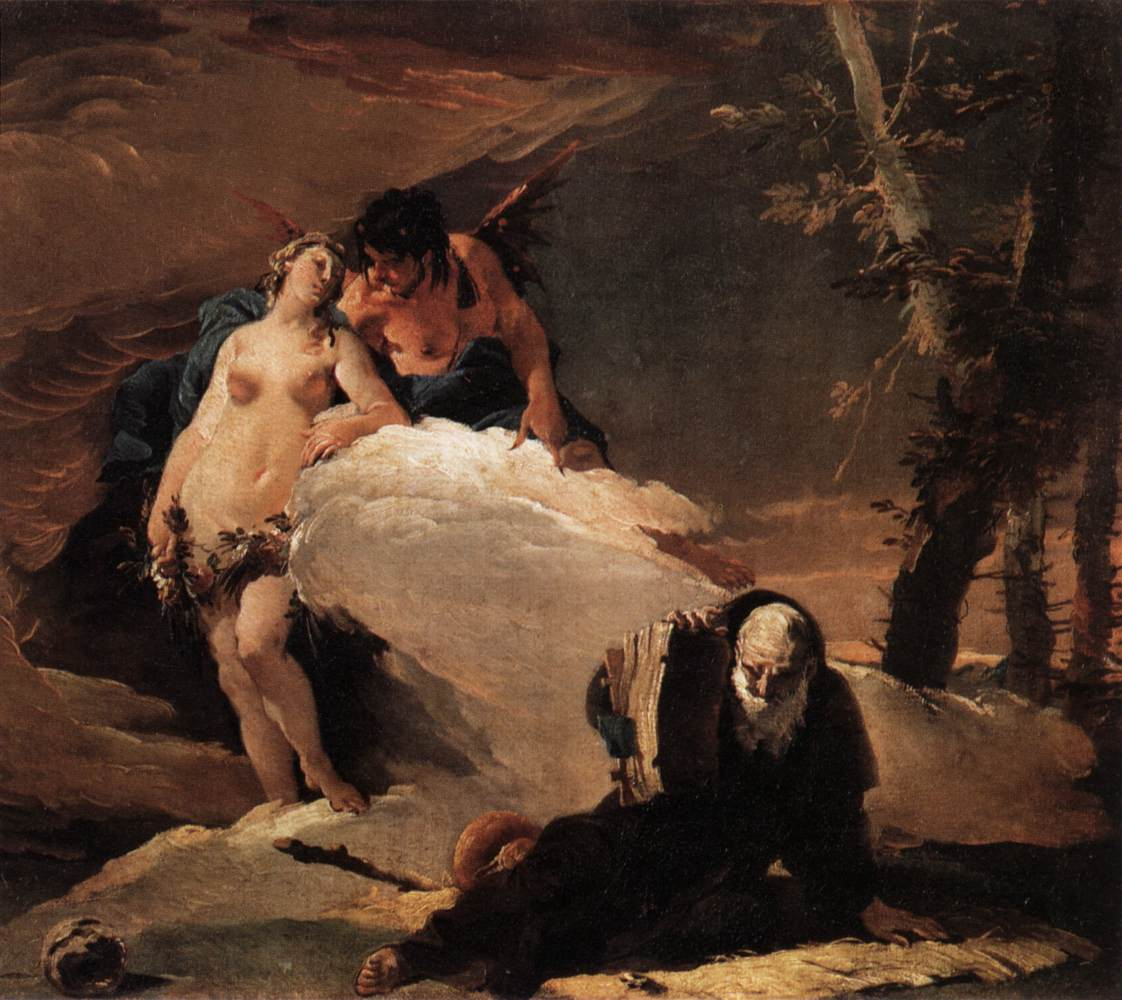
지오반니 바티스타 티에폴로, 18세기 전반기 작
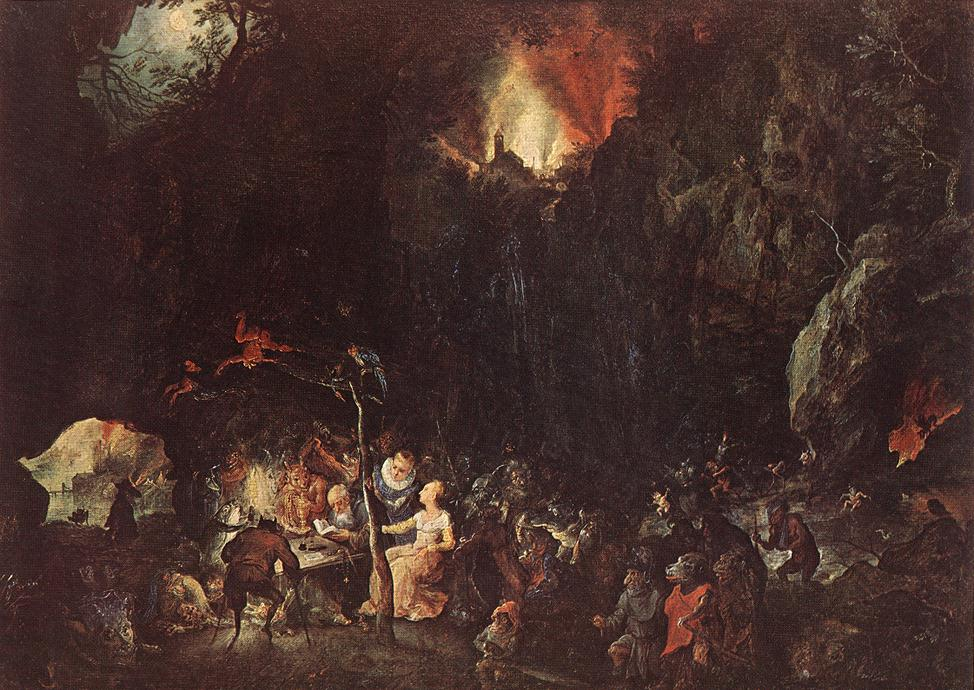
얀 브뤼헐, 16세기 후반기 작

## 같이 보기
- 콥트교회의 성인
- 은수자
- 이집트, 성 안토니오스 수도원
- 질환과 질병과 위험의 수호성인
- 푸스티니아
- 성 안토니우스의 유혹
- 성안토니회(St. Anthony Hall)

## 참조
노트
- The Greek Vita of Athanasius. Ed. by G. J. M. Bartelink ('Vie d'Antoine'). Paris 2000. Sources Chrétiennes 400.
- 거의 동시대의 라틴어 번역본: Heribert Rosweyd 저, Vitae Patrum (Migne, Patrologia Latina. lxxiii.). 이 라틴어 번역본의 새 교정본: P.H.E. Bertrand 저, Die Evagriusübersetzung der Vita Antonii: Rezeption - Überlieferung - Edition. Unter besonderer Berücksichtigung der Vitas Patrum-Tradition. 위트레흐트, 2005년 (학술논문) 열람 가능:
- Accounts of St Anthony are given by Cardinal Newman ("Church of the Fathers" in Historical Sketches) and Alban Butler, Lives of the Saints (under Jan. 17).
- Burns, Paul, ed. Butler's Lives of the Saints: New Full Edition January vol. Collegeville, MN:The Liturgical Press. ISBN 0-8146-2377-8.
- A Hagiographic Account of the life of St. Anthony from the Coptic Church 보관됨 2012-04-14 - 웨이백 머신

### 역사서와 교정본
- Athanasius, Saint (1892). 〈The Life of Saint Antony〉.   ed1. Phillip Schaff, ed2. Henry Wace. 《Athanasius: Select Works and Letters》. New York: C. Scribner's Sons.
- E. C. Butler, (1898, 1904). Lausiac History of Palladius, Part I. pp. 197, 215-228; Part II. pp. ix.-xii. (Palladius of Galatia 참조.).
- P.H.E. Bertrand, Die Evagriusübersetzung der Vita Antonii: Rezeption - Überlieferung - Edition. Unter besonderer Berücksichtigung der Vitas Patrum-Tradition. Utrecht 2005. [dissertation] [free available]:
- Catholic Encyclopedia 1908: "St. Anthony the Great"
- Coptic Monastery of St Anthony the Great website
- 본 문서에는 현재 퍼블릭 도메인에 속한 브리태니커 백과사전 제11판의 내용을 기초로 작성된 내용이 포함되어 있습니다.

### 성 안토니우스 관련 문헌
- "악마들과의 담화" 보관됨 2009-02-11 - 웨이백 머신, Rev. H. Ellershaw (온라인) 역. (영어)
- "테오도레에게 보내는 편지" 보관됨 2009-02-07 - 웨이백 머신, Rev. Daniel 그리고 Esmeralda Jennings (온라인) 역. (영어)

### 추가 참고 문헌
- Barnes, T.D. 1986. Angel of Light or Mystic Initiate? The Problem of the Life of Antony in Journal of Theological Studies 37: 353-68.
- Chadwick, Henry (1993). 《The Early Church》 Rev.판. London: Penguin Books.
- Dragas George Dion 2005. Saint Athanasius of Alexandria: Original Research and New Perspectives. Rollinsford: Orthodox Research Institute.
- [:en:[Dag Øistein Endsjø|Endsjø, Dag Øistein]] 2008. Primordial landscapes, incorruptible bodies. Desert asceticism and the Christian appropriation of Greek ideas on geography, bodies, and immortality. New York: Peter Lang 2008.
- Fülöp-Miller, René (1945).  Alexander Gode. ed1, Erika Fülöp-Miller. ed1., 편집. 《The Saints That Moved the World, Anthony, Augustine, Francis, Ignatius, Theresa》. New York: Thomas Y. Crowell.
- Kelsey, Neal 1992. The Body as Desert in The Life of St. Anthony in Semeia 57: 131-51.
- Louth, Andrew 1988. “St. Athanasius and the Greek Life of Antony” in Journal of Theological Studies 39: 504-9.
- Nigg, Walter (1959).  Mary Ilford.  ed., 편집. 《Warriors of God: The Great Religious Orders and Their Founders》. London: Seeker and Warbmg.
- Pettersen, Alvyn 1989. “Athanasius' Presentation of Antony of the Desert's Admiration for his Body” in Studia Patristica 21: 438-47.
- Queffelec, Henri (1954).  James Whitall. ed., 편집. 《Saint Anthony of the Desert》. New York: E. P. Dutton.
- Reitzenstein, Richard 1914. Des Athanasius Werk über das Leben des Antonius: Ein philologischer Beitrag zur Geschichte des Mönchtums. *Heidelberg: Heidelberger Akad. der Wissenschaften.
- Roldanus J. 1993. “Origène, Antoine et Athanase: Leur interconnexion dans la Vie et les Lettres” in Studia Patristica 26: 389-414.
- Rubenson, Samuel (1995). 《The Letters of St. Antony: Monasticism and the Making of a Saint》. Minneapolis: Fortress Press.
- Waddell, Helen (1936). 《The Desert Fathers》. New York: Henry Holt.
- Ward, Maisie (1959). 《Saints Who Made History: The First Five Centuries》. New York: Sheed and Ward.
- Williams, Michael A. 1982. “The Life of Antony and the Domestication of Charismatic Wisdom” in Journal of the American Academy of Religion Studies 48: 23-45.
- White, Carolinne (1998). 《Early Christian Lives》. London: Penguin. ISBN 978-0-14-043526-9.